# Karmravank

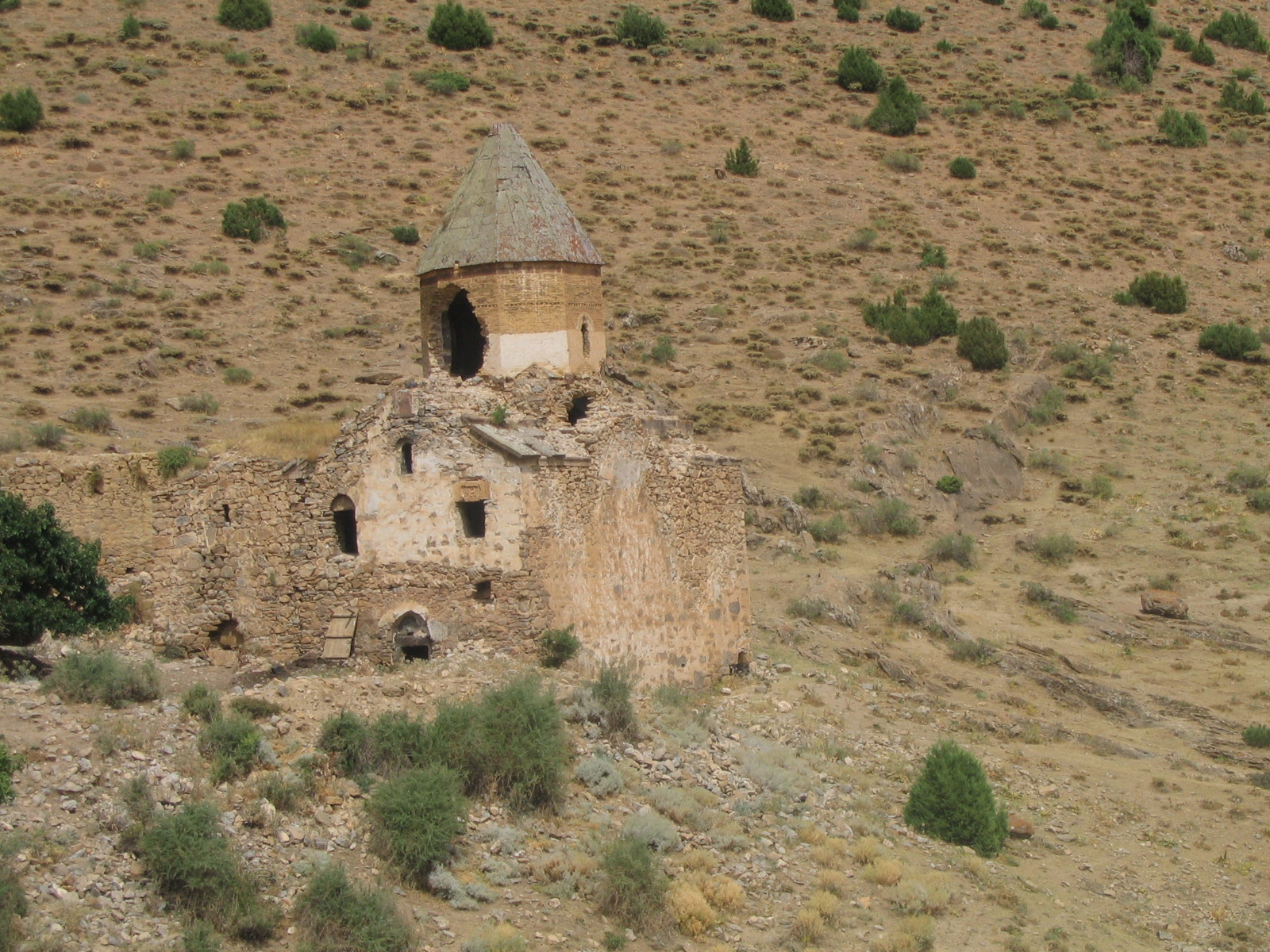
Klosterkomplex aus der Südwestansicht

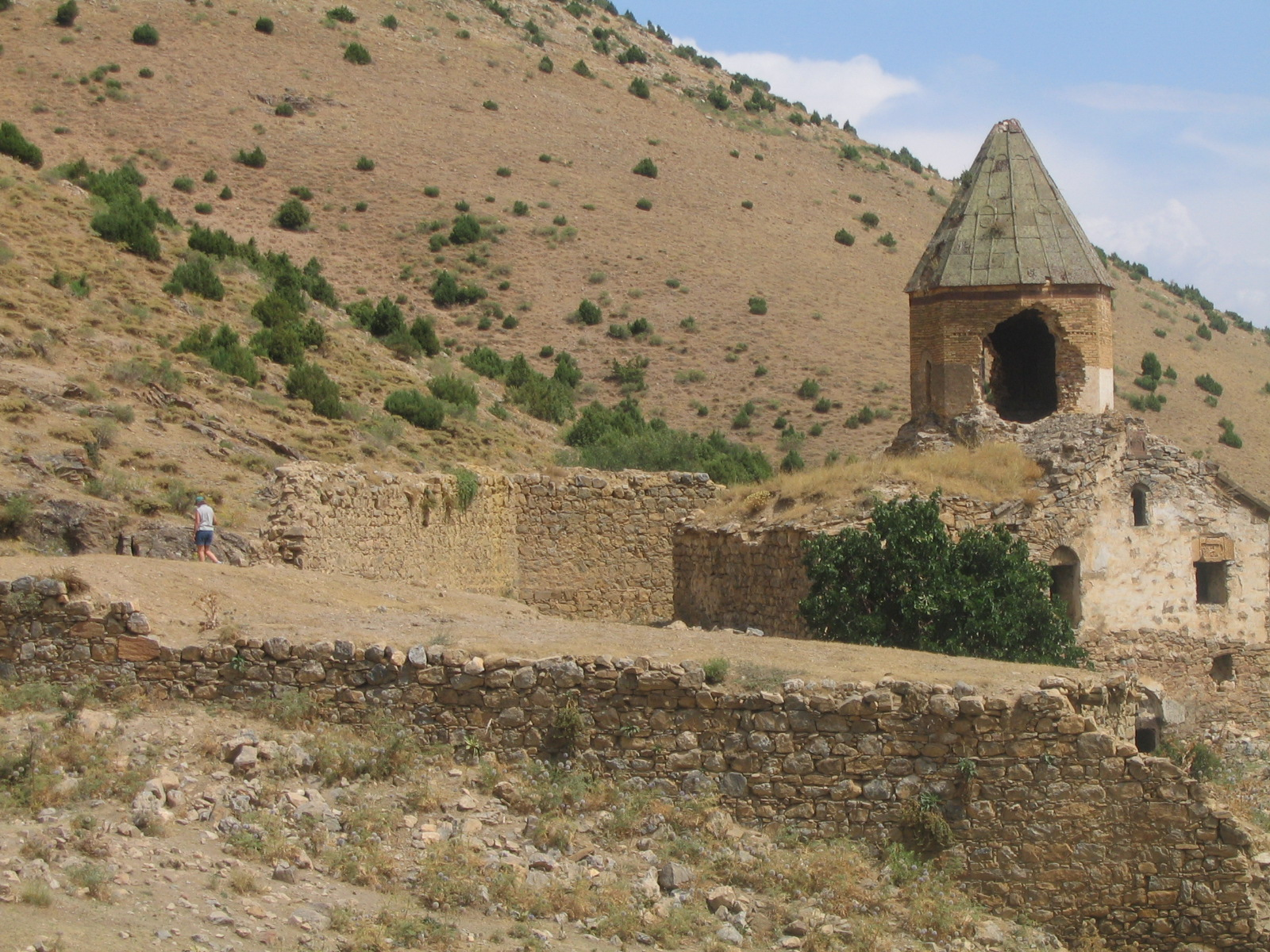
Ruinen 2006

Karmravank, Karmrakvank oder Karmerakvank (armenisch Կարմրավանք „Rotes Kloster“) ist ein armenisches Kloster in der heutigen Osttürkei am südlichen Ufer des Vansees und im Antiken Vaspurakan. Seine Gründung im 10. Jahrhundert wird König Gagik I. von Vaspurakan (908–943) aus der Arzruni-Dynastie zugeschrieben.
Aufgrund des Völkermords an den Armeniern 1915 aufgegeben, besteht es heute nur noch aus der Heiligkreuz-Kirche (Surb Nshan).

## Situation
Karmravank befindet sich am südlichen Ufer des Vansees, zwölf Kilometer nordwestlich der Insel Aghtamar und des Klosters Narekawank. Die Region ist heute Teil der Provinz Van (Bezirk von Gevaş), in der türkischen Region Ostanatolien.
Historisch befand sich Karmravank in der einstigen Großprovinz Vaspurakan, einer der 15 Provinzen des historischen Armeniens – gemäß dem Geografen des 7. Jahrhunderts Anania Schirakatsi.

## Geschichte
Zu Beginn des 10. Jahrhunderts arbeitete der Prinz Gagik Arçrouni von Vaspurakan an der Konsolidierung seiner Macht; er erweiterte seine Oberhoheit auf die Bagratiden von Mokk aus und machte aus seinen Ländereien ein zusammenhängendes Gebiet – der potenzielle Rivale des bagratidischen Königreichs von Ani – weshalb ihm 908 der Königstitel verliehen wurde. Er zeichnete sich durch Baumaßnahmen und die Gründung des Klosters von Karmravank aus, die ihm persönlich zugeschrieben wird.
Die Lage des Klosters verschlechterte sich nach der muslimischen Machtübernahme. Aufgegeben nach dem Völkermord von 1915 bis 1916 ist seither nur mehr die schwer beschädigte Kirche Surb Nshan verblieben.

## Bauhandwerk
Die Kirche Surb Nshan ist ein Kuppelsaal, der mit einer Apsis ausgestattet ist. Die Kuppel wird von mehreren Bögen gestützt, weshalb es zusammen mit der Apsis eine Hufeisenform annimmt. Es ist auf einem Tambour aus Backstein angebracht (woher höchstwahrscheinlich auch der Name des Klosters stammt), überdacht von einer Kuppel im Inneren und einem äußeren Pyramidendach.
Die anderen befestigten Komponenten des Klosters konnten wegen der fehlenden Lizenzierung durch den türkischen Staat nicht erforscht werden.